# Château d'Andert
Le château d'Andert est une ancienne maison forte, du XVe siècle remaniée aux XVIIe et XIXe siècles, centre de la seigneurie d'Andert, qui se dresse sur le territoire de la commune française d'Andert-et-Condon, dans le département de l'Ain, en région Auvergne-Rhône-Alpes.
Le château est inscrit aux monuments historiques.

## Localisation
Le château d'Andert est situé sur la commune d'Andert-et-Condon à 1,5 kilomètre au sud-sud-est, près de la route reliant Rossillon à Belley, sur un coteau, dans le département français de l'Ain.

## Historique
Les chevaliers d'Andert sont cités depuis 1180. La seigneurie d’Andert, avec justice moyenne et basse, fut possédée d’abord par des gentilshommes du nom, puis elle passe successivement aux familles de Grammont, de Migieu, de Paraz.
Le 3 août 1532, les gentilshommes de Grammont, famille issue du Bugey, en la personne des frères Charles et Humbert de Grammont font un partage des biens qu'ils possédaient en indivision entre eux ; la possession de la maison forte et de la seigneurie d'Andert est attribuée à Charles de Grammont. Élie de Grammont, l'une de ses filles, épousa Guy de la Balme, écuyer, seigneur de la Serra, fils de Philibert de la Balme, écuyer, seigneur de Montchalin (Courtenay) en Dauphiné et de Françoise d'Aymavigne. Ce Guy de la Balme eut douze enfants, sept garçons et cinq filles. Les fils, point mariés, furent pour la plupart impliqués dans la disgrâce de leur père pour sa prise du château de Lompnes (Hauteville-Lompnes) et avoir favorisé les armes du roi Henri IV, dont il était sujet, virent leurs biens confisqués par arrêt du Sénat de Savoie.
Après le rattachement en 1601 de la Bresse et du Bugey à la couronne, les filles feront casser, en 1606, au Parlement de Dijon, l'arrêt du Sénat, et seront remises en possession de leurs biens.
Andert étant tombé en discussion à la requête de leurs créanciers, Guy de Migieu, conseiller du roi et ancien président aux requêtes du palais à Dijon, fils d'une des filles de la Balme, s'en porte acquéreur.
La maison forte est au XVIIe siècle transformée en maison de plaisance comme attesté par une date gravée de 1655. Elle est remaniée en partie au XIXe siècle en style néogothique.

## Protection aux monuments historiques
Le château est inscrit au titre des monuments historiques par arrêté du 17 juillet 1990.